# Авейль
Авейль (англ. Aweil) — місто в Південному Судані, адміністративний центр штату Північний Бахр-ель-Газаль.

## Географія
Місто розташоване на висоті 472 метрів над рівнем моря.

### Клімат
Місто знаходиться у зоні, котра характеризується кліматом тропічних саван. Найтепліший місяць — квітень із середньою температурою 30.8 °C (87.4 °F). Найхолодніший місяць — січень, із середньою температурою 25.4 °С (77.7 °F).
| Клімат Авейля           | Клімат Авейля | Клімат Авейля | Клімат Авейля | Клімат Авейля | Клімат Авейля | Клімат Авейля | Клімат Авейля | Клімат Авейля | Клімат Авейля | Клімат Авейля | Клімат Авейля | Клімат Авейля | Клімат Авейля |
| Показник                | Січ.          | Лют.          | Бер.          | Квіт.         | Трав.         | Черв.         | Лип.          | Серп.         | Вер.          | Жовт.         | Лист.         | Груд.         | Рік           |
| Середня температура, °C | 25,4          | 27,4          | 30            | 30,8          | 30            | 27,5          | 26,4          | 26,3          | 26,9          | 27,6          | 27            | 25,7          | 27,6          |
| Норма опадів, мм        | 0.3           | 0.2           | 8.1           | 41            | 106.6         | 152           | 191.8         | 213.8         | 152.4         | 62.2          | 2.8           | 0             | 931.2         |
| Днів з опадами          | 0             | 0,1           | 2             | 4,4           | 9,3           | 11,3          | 14,8          | 15,8          | 17,3          | 8,5           | 0,8           | 0             | 84,3          |
| Вологість повітря, %    | 27.7          | 25.6          | 31.6          | 41.9          | 57.6          | 67            | 74.4          | 75.6          | 72.5          | 62.6          | 42            | 32.6          | 50.9          |
| ----------------------- | ------------- | ------------- | ------------- | ------------- | ------------- | ------------- | ------------- | ------------- | ------------- | ------------- | ------------- | ------------- | ------------- |
| Джерело: Weatherbase    |               |               |               |               |               |               |               |               |               |               |               |               |               |

## Демографія
Населення міста по роках:
| 1973   | 1983   | 2010   |
| ------ | ------ | ------ |
| 17 773 | 25 714 | 33 537 |